# Jaro Fürth

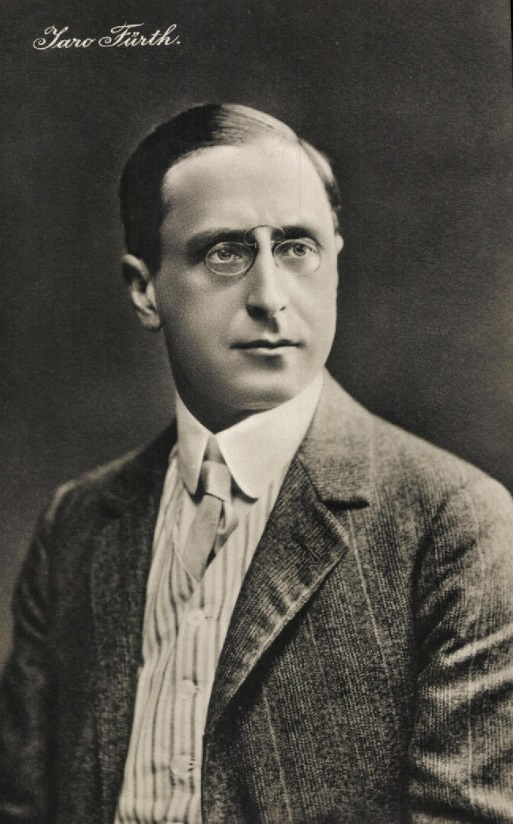
Jaro Fürth, 1912

Jaroslav „Jaro“ Edwin Fürth (* 21. April 1871 in Prag; † 12. November 1945 in Wien) war ein österreichischer Schauspieler.

## Leben
Er absolvierte ein Jurastudium und nahm ab Spätherbst 1902 beim Wiener Hofschauspieler Alexander Römpler am Konservatorium der Gesellschaft der Musikfreunde Schauspielunterricht. Seine ersten Theaterauftritte hatte er in Skandinavien bei einer Tournee mit Stücken von Henrik Ibsen.
1905 erhielt er ein Engagement am Deutschen Volkstheater in Wien. 1920 ging er nach Berlin und wandelte sich zum vielbeschäftigten Stummfilmschauspieler. Den Höhepunkt seiner Karriere erreichte er in G. W. Pabsts Filmklassiker Die freudlose Gasse als Hofrat Rumfort, dessen Tochter von Greta Garbo verkörpert wurde.
Als Jude verließ er nach der Machtergreifung Hitlers 1933 Deutschland und zog nach Wien. 1938 wurde er aus der Reichstheaterkammer ausgeschlossen und 1942 nach Theresienstadt deportiert. Er überlebte die Lagerstrapazen und kehrte nach der Befreiung nach Wien zurück, wo er bald darauf einem Herzschlag erlag.

## Filmografie
- 1912: Va Banque
- 1920: Opfer
- 1920: 10 Milliarden Volt
- 1920: Die Kronjuwelen des Herzogs von Rochester
- 1920: Seelen im Sturm
- 1920: Der Januskopf
- 1920: Satanas
- 1920: Das Blut der Ahnen
- 1921: Das Geld auf der Straße
- 1921: Ein Erpressertrick
- 1921: Der Eisenbahnkönig (2 Teile)
- 1921: Die Diktatur der Liebe
- 1921: Es waren zwei Königskinder...
- 1922: Zwei Welten
- 1922: Der falsche Dimitry
- 1923: Bohème
- 1923: Seine Frau, die Unbekannte
- 1923: I.N.R.I.
- 1924: Die Perücke
- 1924: Die Todgeweihten (auch Regie)
- 1924: Arabella, der Roman eines Pferdes
- 1924: Komödianten
- 1925: Ballettratten
- 1925: Der Mann aus dem Jenseits
- 1925: Die freudlose Gasse
- 1925: Die Dame aus Berlin
- 1925: Tragödie
- 1925: Die rote Maus
- 1925: Die Insel der Träume
- 1926: Wien – Berlin
- 1926: Die Brüder Schellenberg
- 1926: Spitzen
- 1926: Achtung Harry! Augen auf!
- 1926: Die elf Schill’schen Offiziere
- 1926: Überflüssige Menschen
- 1926: Liebe
- 1926: Mitgiftjäger
- 1926: Die Unehelichen
- 1926: Die Waise von Lowood
- 1927: Der Anwalt des Herzens
- 1927: Die Dollarprinzessin und ihre sechs Freier
- 1927: Faschingszauber
- 1927: Die indiskrete Frau
- 1927: Liebelei
- 1927: Primanerliebe
- 1927: Man steigt nach
- 1927: Zwei unterm Himmelszelt
- 1927: Der Sieg der Jugend
- 1927: Kindertragödie
- 1927: Versiegelte Lippen (Förseglade läppar)
- 1927: Dr. Bessels Verwandlung
- 1928: Der Schöpfer
- 1928: Der alte Fritz, 2. Teil: Ausklang
- 1928: Die Dame und ihr Chauffeur
- 1928: Panik
- 1929: Die fidele Herrenpartie
- 1929: Die Halbwüchsigen
- 1929: Spielereien einer Kaiserin
- 1929: Jugendtragödie
- 1929: Zwischen vierzehn und siebzehn
- 1929: Tagebuch einer Verlorenen
- 1929: Napoleon auf St. Helena
- 1929: Somnambul
- 1929: Der Hund von Baskerville
- 1929: Mutterliebe
- 1929: Der Erzieher meiner Tochter
- 1929: Die Frau, die jeder liebt, bist Du!
- 1929: Dich hab’ ich geliebt
- 1929: Fräulein Else
- 1929: Polizeispionin 77
- 1930: Das Schicksal der Renate Langen
- 1930: Der unsterbliche Lump
- 1930: Va Banque
- 1930: Die Csikosbaroneß
- 1931: Das gelbe Haus des King-Fu
- 1931: Die Männer um Lucie
- 1931: Die Fledermaus
- 1932: Der träumende Mund
- 1933: Sonnenstrahl
- 1933: Unsichtbare Gegner